# Giovanni De Benedictis
Giovanni De Benedictis (Pescara, 8 de enero de 1968) es un atleta italiano especializado en la prueba de marcha atlética. 
En 1991, en el Campeonato Mundial de Atletismo en Pista Cubierta celebrado en Sevilla, consiguió la medalla de plata en la distancia de 5000 metros.
Dos años más tarde, en 1993, se alzó con una nueva medalla de plata, esta vez en el Campeonato Mundial de Atletismo de Stuttgart.
Obtuvo medalla en los Campeonatos Europeos de Atletismo en Pista Cubierta de La Haya 1989 (Bronce), Glasgow 1990 (Plata) y Génova 1992 (Oro).
De Benedictis ha participado en cinco ocasiones consecutivas en unos Juegos Olímpicos. Lo ha hecho en los Juegos de Seúl 1988 (en 20 km marcha) donde terminó en novena posición, en Barcelona 1992 (también en 20 km) donde obtuvo la medalla de bronce, en  Atlanta 1996 (en 20 km y 50 km) donde terminó en el puesto 27 en los 20 km y no pudo terminar la prueba en la distancia de los 50 km. En  Sídney 2000 (en 20 km) terminó en el puesto 16 y en Atenas 2004 (en 50 km) resultó descalificado.
| Mejores marcas personales | Mejores marcas personales | Mejores marcas personales  | Mejores marcas personales |
| Distancia                 | Tiempo                    | Lugar                      | Fecha                     |
| ------------------------- | ------------------------- | -------------------------- | ------------------------- |
| 5.000 m. PC               | 18:19.97                  | Génova, Italia             | 28 de febrero de 1992     |
| 3.000 m.                  | 11:35.34                  | Castelfidardo, Italia      | 6 de septiembre de 2003   |
| 10.000 m.                 | 38:40.18                  | Cesenatico, Italia         | 1 de julio de 1995        |
| 20 km.                    | 1h:20:29                  | Tokio, Japón               | 24 de agosto de 1991      |
| 30 km.                    | 2h:09:25                  | Sesto San Giovanni, Italia | 1 de mayo de 2002         |
| 50 km.                    | 3h:48:06                  | Vittorio Veneto, Italia    | 3 de marzo de 2002        |
| PC - Pista Cubierta       |                           |                            |                           |